# Testemunhas de Jeová em Moçambique
As Testemunhas de Jeová são uma denominação cristã não trinitária, milenarista e restauracionista. Contam, em Moçambique, com uma média de 54 455 publicadores, distribuídas por cerca de 1 175 congregações, sendo que os simpatizantes alcançam um número similar. Isso pode ser constatado no anuário das Testemunhas de Jeová de 2017 que refere terem assistido 223 543 pessoas à sua principal Celebração, a Comemoração da Morte de Cristo em 2016.

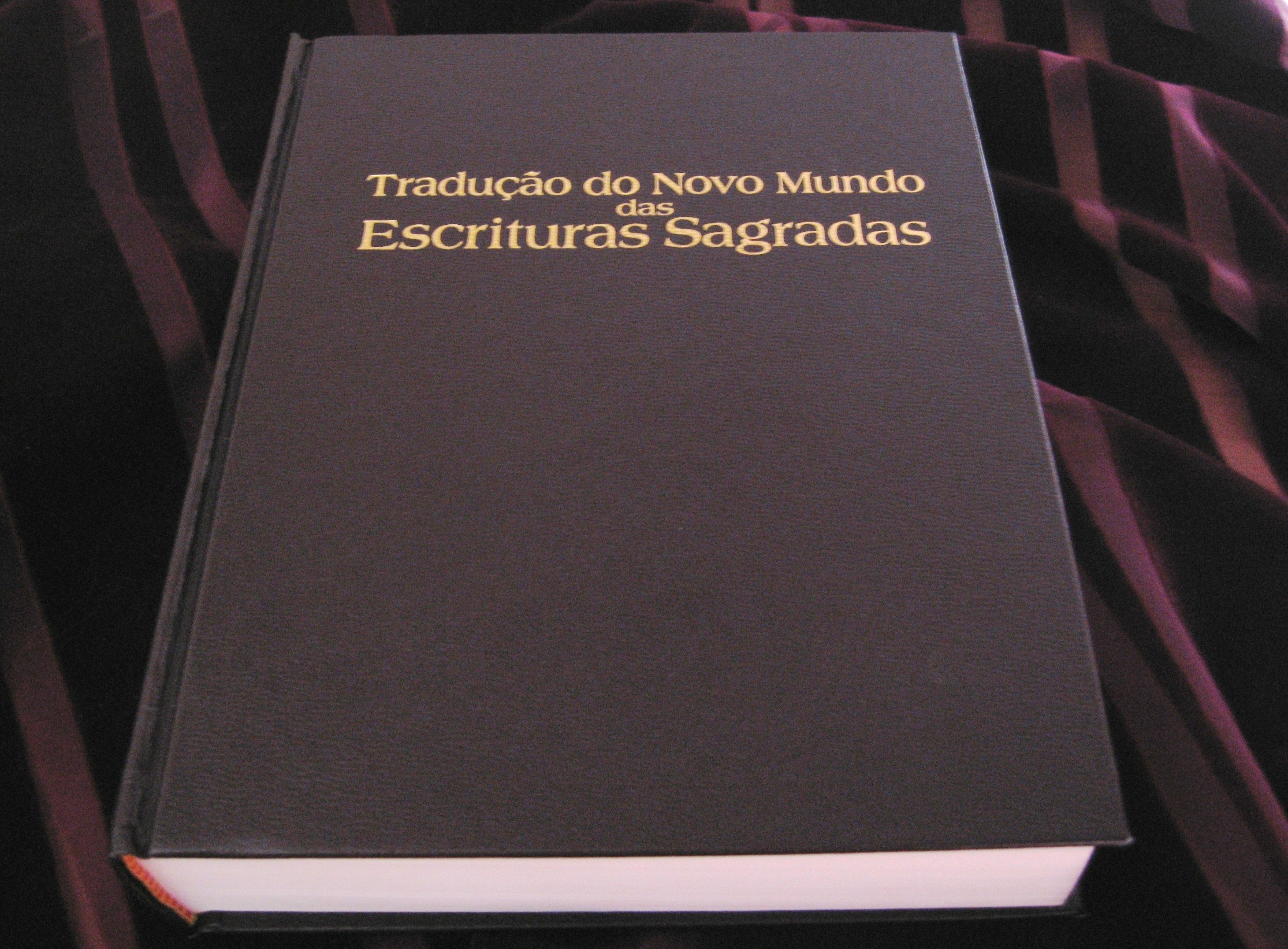
Tradução do Novo Mundo das Escrituras Sagradas, versão com Referência

## Primeiro contacto
Albino Mhelembe era um moçambicano que trabalhava nas minas de Johanesburgo em 1925, na África do Sul, quando conheceu a denominação e foi batizado. Voltando para sua casa, passou a pregar aos membros da sua anterior igreja da Missão Suíça, em Vila Luísa (hoje Marracuene), na província mais sulina de Moçambique. Esses africanos recém-interessados eram muito zelosos e amiúde viajavam 30 Km para chegarem as reuniões. Formaram-se grupos, inclusive em Lourenço marques, atualmente Maputo.[carece de fontes?]
Por volta desta época a mensagem da denominação estava chegando mais ao norte. Gresham  Kwazirirah, africano na Niassalândia (hoje Malawi), havia estudado o livro  A Harpa de Deus, com ajuda de John e Esther Hubson, da Africa do sul. Em 1927, Gresham, acompanhado por Biliyati Kapacika, mudou-se para Moçambique à procura de emprego. Entraram no País pela região de Milange e seguiram para o sul até Inhaminga, Sofala. Ali conseguiram emprego nos Caminhos de ferro, Trans-Zambézia.[carece de fontes?]
Em 1929 chegaram a Lourenço Marques, procedentes da África do Sul, as primeiras Testemunhas de Jeová europeias, Henry e Edith Myrdal, que começaram a evangelizar a população Portuguesa. Quatro anos mais tarde, juntou-se a eles o casal Jager.[carece de fontes?]
Em resultado da vinda deles muitas sementes foram lançadas acerca da doutrina da denominação.

## História religiosa em 1925
Esta denominação religiosa está presente no país desde 1925, quando se descobriu a existência deste grupo, e começou a repressão por parte do Colonialismo Português, visto que os colonos professavam a religião Católica. Contudo, mesmo depois da independência em 1975, as Testemunhas de Jeová continuavam sendo perseguidas pelo governo da Frelimo presidido por Samora Machel, sendo que eram confundidos como sendo pertencentes a um determinado partido político, tanto que no período compreendido entre setembro de 1975 e fevereiro de 1976 foram todos deportados para um campo de refugiados na vila de Milange na província da Zambezia acompanhados de tortura e punições.
Na altura, o ex-chefe de estado Armando Guebuza era o ministro da Administração Interna do governo de transição, e anunciou a criação de campos ou Centro de reeducação. Este tipo de programa foi característico de outros regimes totalitários socialistas como o da antiga União Soviética ou da China. As Testemunhas de Jeová foram alvos desse ataque repressivo por, de acordo com a sua doutrina, não fazerem parte do mundo, como afirmam nas suas publicações. Por atitudes como recusarem a prestar serviço militar obrigatório, entoar o Hino Nacional, entre outras, foram apanhados nas ruas das principais cidades de Moçambique, em particular em Maputo, Beira, Inhambane, segundo relatos em jornais internacionais.

## O governo reconhece que se trata duma organização religiosa
No campo de refugiados ou campo de reeducação as Testemunhas de Jeová foram atacadas pela guerrilha da Renamo em 1983, e muitos morreram, facto este que fez com que em setembro de 1985 as Testemunhas de Jeová se deslocassem para a Zâmbia e Malawi, à procura de um local de paz.[carece de fontes?] Com esta emigração, o governo Moçambicano percebeu que aquele grupo não era político, mas sim religioso, isto deveu-se à passividade perante a repressão que sofria, sem retaliar. Foi então, quando a 11 de fevereiro de 1991 que as Testemunhas de Jeová foram reconhecidas legalmente como uma Organização Religiosa, permitindo-lhes difundirem o ensino bíblico de seu Deus Jeová.
Instalaram então a sua sede em Maputo, a partir de 1 de setembro de 1992, numa grande casa que a Sociedade (Torre de vigia) adquiriu e renovou na área de muitas embaixadas. Foi-lhe atribuído o nome de Betel, que quer dizer "A casa de Deus". A filial moçambicana iniciou o seu trabalho de supervisionar este vasto Campo.

## Ligações Externas
- Site oficial das Testemunhas de Jeová em Português
- Site oficial das Testemunhas de Jeová em Sena
- Biblioteca online da Torre de Vigia: PROSCRIÇÕES 1976 (em campo de refugiados [Milange): yb96 146-147] Página acessada em 25 de Fevereiro de 2015
- Noticias: Moçambique